# 물랭 루주 (뮤지컬)
물랭 루주(Moulin Rouge! The Musical)는 존 로건 (작가)(John Logan)의 책을 원작으로 한 주크박스 뮤지컬이다. 배즈 루어먼이 감독하고 루어만과 크레이그 피어스가 각본을 맡은 2001년 영화 물랑 루즈 (2001년 영화)를 원작으로 한 뮤지컬이다.
이 뮤지컬은 2018년 7월 10일 보스턴의 에머슨 콜로니얼 극장에서 초연되었다. 물랑루즈는 브로드웨이 알 허쉬펠트 극장(Al Hirschfeld Theatre)에서 개장했으며, 2019년 6월 28일 미리보기를 시작하고 7월 25일 공식 개장했다.
제74회 토니상에서 물랑 루즈는 14개 후보에 올랐고 최우수 뮤지컬을 포함해 10개 상(저녁 부문 최다 수상)을 수상했다.